# Lijst van voetbalinterlands Centraal-Afrikaanse Republiek - Marokko
Deze lijst van voetbalinterlands is een overzicht van alle officiële voetbalwedstrijden tussen de nationale teams van de Centraal-Afrikaanse Republiek en Marokko. De Afrikaanse landen speelden tot op heden zeven keer tegen elkaar. De eerste ontmoeting, een kwalificatiewedstrijd voor de Afrika Cup 2012, vond plaats op 4 september 2010 in Rabat. Het laatste duel, een kwalificatiewedstrijd voor de Afrika Cup 2025, werd gespeeld in Oujda op 15 oktober 2024.

## Wedstrijden
| № | Plaats     | Datum            | Competitie                   | Wedstrijd                               | Uitslag |
| - | ---------- | ---------------- | ---------------------------- | --------------------------------------- | ------- |
| 1 | Rabat      | 4 september 2010 | Afrika Cup 2012 kwalificatie | Marokko – Centraal-Afrikaanse Republiek | 0 – 0   |
| 2 | Bangui     | 4 september 2011 | Afrika Cup 2012 kwalificatie | Centraal-Afrikaanse Republiek − Marokko | 0 − 0   |
| 3 | Marrakesh  | 9 oktober 2014   | Vriendschappelijk            | Marokko − Centraal-Afrikaanse Republiek | 4 − 0   |
| 4 | Casablanca | 13 november 2020 | Afrika Cup 2021 kwalificatie | Marokko − Centraal-Afrikaanse Republiek | 4 − 1   |
| 5 | Douala     | 17 november 2020 | Afrika Cup 2021 kwalificatie | Centraal-Afrikaanse Republiek − Marokko | 0 − 2   |
| 6 | Oujda      | 12 oktober 2024  | Afrika Cup 2025 kwalificatie | Marokko − Centraal-Afrikaanse Republiek | 5 − 0   |
| 7 | Oujda      | 15 oktober 2024  | Afrika Cup 2025 kwalificatie | Centraal-Afrikaanse Republiek − Marokko | 0 − 4   |

## Samenvatting
| Competitie              | Totaal gespeeld | Winst Centr.-Afrik. Rep. | Gelijk | Winst Marokko | Doelsaldo Centr.-Afrik. Rep. – Marokko |
| ----------------------- | --------------- | ------------------------ | ------ | ------------- | -------------------------------------- |
| Afrika Cup-kwalificatie | 6               | 0                        | 2      | 4             | 1 − 15                                 |
| Vriendschappelijk       | 1               | 0                        | 0      | 1             | 0 − 4                                  |
| Totaal                  | 7               | 0                        | 2      | 5             | 1 − 19                                 |

Wedstrijden bepaald door strafschoppen worden, in lijn met de FIFA, als een gelijkspel gerekend.
FCF · A-internationals · 
Centraal-Afrikaans vrouwenelftal
1960 – 1969 ·
1970 – 1979 ·
1980 – 1989 ·
1990 – 1999 ·
2000 – 2009 ·
2010 – 2019 ·
2020 − 2029
Algerije ·
Angola ·
Bhutan ·
Botswana ·
Burkina Faso ·
Burundi ·
Comoren ·
Congo-Brazzaville ·
Congo-Kinshasa ·
Egypte ·
Equatoriaal-Guinea ·
Ethiopië ·
Gabon ·
Gambia ·
Ghana ·
Guinee ·
Guinee-Bissau ·
Ivoorkust ·
Kaapverdië ·
Kameroen ·
Kenia ·
Lesotho ·
Liberia ·
Libië ·
Madagaskar ·
Mali ·
Malta ·
Marokko ·
Mauritanië ·
Mozambique ·
Nigeria ·
Oeganda ·
Papoea-Nieuw-Guinea ·
Rwanda ·
Sao Tomé en Principe ·
Senegal ·
Soedan ·
Tanzania ·
Togo ·
Tsjaad ·
Tunesië ·
Zimbabwe ·
Zuid-Afrika
FRMF · A-internationals · Bondscoaches · Marokkaans vrouwenelftal · Olympisch elftal · Lokaal · Marokko U23 · Marokko U21 · Marokko U20 · Marokko U19 · Marokko U18 · Marokko U17
1950 – 1959 ·
1960 – 1969 ·
1970 – 1979 ·
1980 – 1989 ·
1990 – 1999 ·
2000 – 2009 ·
2010 – 2019 ·
2020 − 2029
WK 1970 ·
WK 1986 ·
WK 1994 ·
WK 1998 ·
WK 2018 ·
WK 2022
OS 1964 ·
OS 1972 ·
OS 1984 ·
OS 1992 ·
OS 2000 ·
OS 2004 ·
OS 2012
1944 · 
1957 · 
1958 · 
1959 · 
1960 · 
1961 · 
1962 · 
1963 · 
1964 · 
1965 · 
1966 · 
1967 · 
1968 · 
1969 · 
1970 · 
1971 · 
1972 · 
1973 · 
1974 · 
1975 · 
1976 · 
1977 · 
1978 · 
1979 · 
1980 · 
1981 · 
1982 · 
1983 · 
1984 · 
1985 · 
1986 · 
1987 · 
1988 · 
1989 · 
1990 · 
1991 · 
1992 · 
1993 · 
1994 · 
1995 · 
1996 · 
1997 · 
1998 · 
1999 · 
2000 · 
2001 · 
2002 · 
2003 · 
2004 · 
2005 · 
2006 · 
2007 · 
2008 · 
2009 · 
2010 · 
2011 · 
2012 · 
2013 · 
2014 ·
2015 ·
2016 ·
2017 ·
2018 ·
2019 ·
2020 ·
2021 ·
2022 ·
2023 ·
2024
Albanië ·
Algerije ·
Angola ·
Argentinië ·
Armenië ·
Australië ·
Bahrein ·
België ·
Benin ·
Botswana ·
Brazilië ·
Bulgarije ·
Burkina Faso ·
Burundi ·
Canada ·
Centraal-Afrikaanse Republiek ·
Chili ·
China ·
Colombia ·
Comoren ·
Congo-Brazzaville ·
Congo-Kinshasa ·
Costa Rica ·
DDR ·
Denemarken ·
Duitsland ·
Egypte ·
Engeland ·
Equatoriaal-Guinea ·
Estland ·
Ethiopië ·
Finland ·
Frankrijk ·
Gabon ·
Gambia ·
Georgië ·
Ghana ·
Griekenland ·
Guinee ·
Guinee-Bissau ·
Hongkong ·
Ierland ·
India ·
Indonesië ·
Irak ·
Iran ·
Italië ·
Ivoorkust ·
Jamaica ·
Jemen ·
Joegoslavië ·
Jordanië ·
Kaapverdië ·
Kameroen ·
Kenia ·
Koeweit ·
Kroatië ·
Lesotho ·
Libanon ·
Liberia ·
Libië ·
Luxemburg ·
Malawi ·
Maleisië ·
Mali ·
Mauritanië ·
Mexico ·
Mozambique ·
Myanmar ·
Namibië ·
Nederland ·
Nieuw-Zeeland ·
Niger ·
Nigeria ·
Noord-Ierland ·
Noorwegen ·
Oeganda ·
Oekraïne ·
Oezbekistan ·
Oman ·
Palestina ·
Paraguay ·
Peru ·
Polen ·
Portugal ·
Qatar ·
Roemenië ·
Rusland ·
Rwanda ·
Saoedi-Arabië ·
Sao Tomé en Principe ·
Schotland ·
Senegal ·
Servië ·
Sierra Leone ·
Slowakije ·
Soedan ·
Somalië ·
Sovjet-Unie ·
Spanje ·
Syrië ·
Tanzania ·
Thailand ·
Togo ·
Trinidad en Tobago ·
Tsjechië ·
Tunesië ·
Uruguay ·
Verenigde Arabische Emiraten ·
Verenigde Staten ·
Zambia ·
Zimbabwe ·
Zuid-Afrika ·
Zuid-Jemen ·
Zuid-Korea ·
Zwitserland
België (2022) · 
Frankrijk (2022) ·
Iran (2018) · 
Kroatië (2022, 1) ·
Kroatië (2022, 2) ·
Portugal (2018) · 
Portugal (2022) ·
Spanje (2018) ·
Spanje (2022)